# Retribution (Malevolent Creation)
Retribution è il secondo album del gruppo musicale statunitense Malevolent Creation. Le sonorità, a differenza dell'album precedente, sono orientate verso il brutal death metal.

## Tracce
1. Eve of the Apocalypse – 4:21
2. Systematic Execution – 3:28
3. Slaughter of Innocence – 3:45
4. Coronation of Our Domain – 5:06
5. No Flesh Shall Be Spared – 4:26
6. The Coldest Survive – 3:18
7. Monster – 2:40
8. Mindlock – 3:06
9. Iced – 3:59

## Formazione
- Brett Hoffmann - voce
- Phil Fasciana - chitarra ritmica
- Rob Barrett - chitarra solista
- Jason Blachowicz - basso
- Álex Márquez - batteria